# Bressolles (Ain)
Bressolles is een gemeente in het Franse departement Ain (regio Auvergne-Rhône-Alpes). De plaats maakt deel uit van het arrondissement Bourg-en-Bresse. Bressolles telde op 1 januari 2022 1.003 inwoners.

## Geografie
De oppervlakte van Bressolles bedroeg op 1 januari 2022 7,73 vierkante kilometer; de bevolkingsdichtheid was toen 129,8 inwoners per km².
De onderstaande kaart toont de ligging van Bressolles met de belangrijkste infrastructuur en aangrenzende gemeenten.

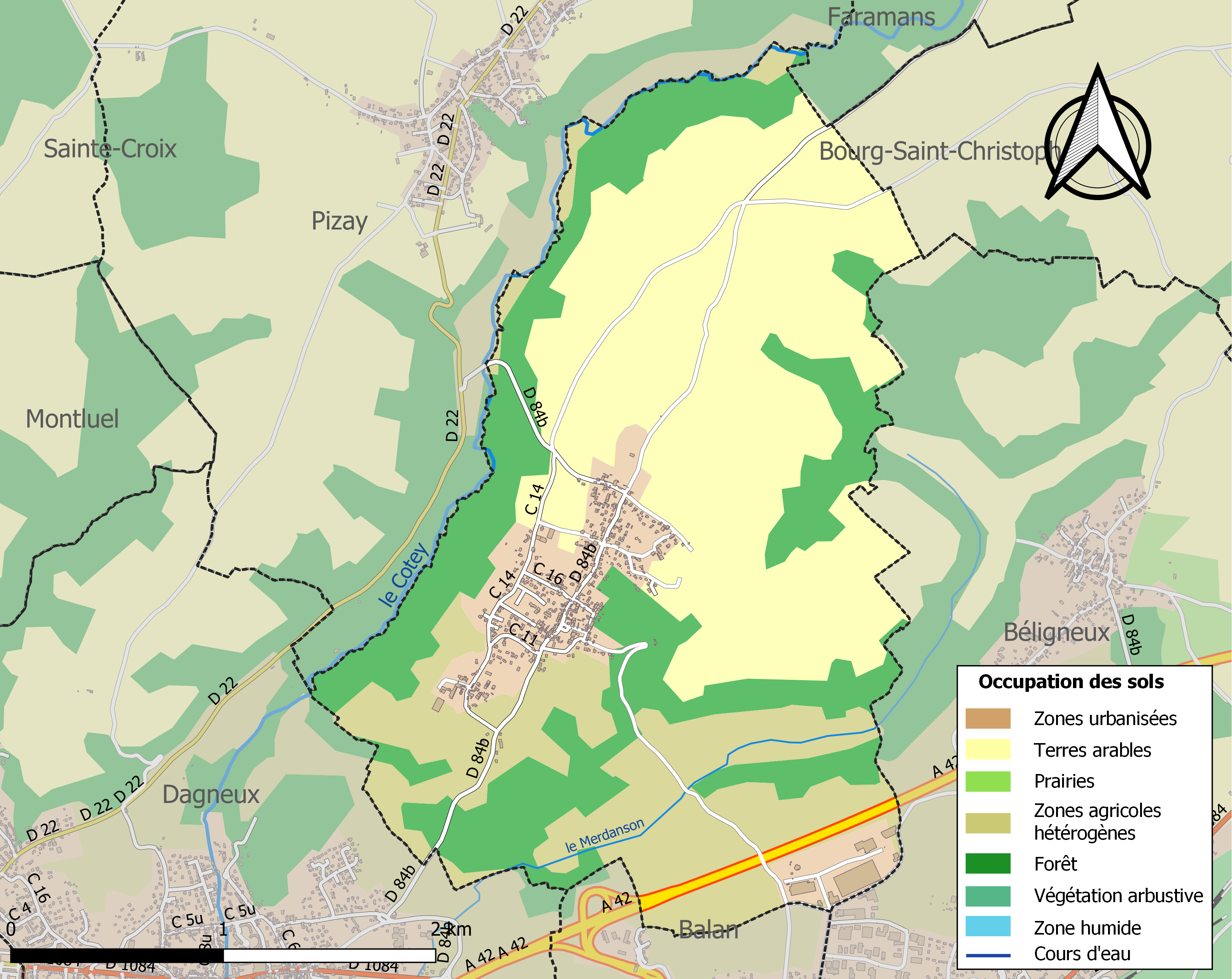

## Demografie
Onderstaande figuur toont het verloop van het inwonertal (bron: INSEE-tellingen).

Vanwege een beveiligingsprobleem met de MediaWiki Graph-software is het momenteel niet mogelijk deze grafiek weer te geven. Zodra de software is bijgewerkt zal de grafiek vanzelf weer zichtbaar worden.